# Aphelopus querceus
Aphelopus querceus är en stekelart som beskrevs av Massimo Olmi 1984. Aphelopus querceus ingår i släktet Aphelopus, och familjen stritsäcksteklar. Enligt den finländska rödlistan är arten otillräckligt studerad i Finland. Arten är reproducerande i Sverige. Artens livsmiljö är lundskogar.